# Torres (ort i Brasilien, Rio Grande do Sul, Torres)
Torres är en ort i Brasilien.   Den ligger i kommunen Torres och delstaten Rio Grande do Sul, i den södra delen av landet, 1 500 km söder om huvudstaden Brasília. Torres ligger 8 meter över havet och antalet invånare är 32 791.
Terrängen runt Torres är platt. Havet är nära Torres åt sydost. Det finns inga andra samhällen i närheten.